# Paul Wingo
Paul A. Wingo (* 10. Januar 1946 in Havre de Grace, Maryland; † 11. September 2014 in Olney (Maryland)) war ein US-amerikanischer Jazzgitarrist.
Wingo, der sich mit elf Jahren der Gitarre zuwendete, besuchte die Cambridge High School und studierte von 1964 bis 1968 die University of Maryland. Anschließend hatte er Unterricht bei Billy Gibson, Frank Mullen, Howard Roberts und Joe Pass; ab 1976 besuchte er Kurse des Creative Music Studios in Woodstock (New York). Sechs Jahre lang spielte er in der Army Blues Band, mit der er auch im Weißen Haus auftrat. Im Laufe seiner Karriere spielte er u. a. auch mit Zoot Sims, Al Cohn, Pepper Adams, Phil Woods, Herb Ellis, Charlie Byrd sowie in den Bigbands von Bill Potts (555 Feet High 1987) und Mike Crotty. Dreißig Jahre trat er regelmäßig in Bertha’s Restaurant and Bar in Fells Point, Maryland bei Baltimore auf.
Im Bereich des Jazz war er zwischen 1982 und 2011 an 16 Aufnahmesessions beteiligt, u. a. mit Carrie Smith, Ronnie Wells, Tim Eyermann sowie dem Uptown Vocal Jazz Quartet und der Hot Mustard Jazz Band mit Buck Hill.